# Wolfgang Stendar
Wolfgang Stendar (23 de mayo de 1929-2 de noviembre de 2017) fue un actor alemán.

## Biografía
Nacido en Hamburgo, Alemania, Stendar aprendió interpretación de la mano de Karl Wüstenhagen. Entre 1947 y 1949 trabajó en el Stadttheater de Itzehoe donde, con 19 años, conoció a la escenógrafa Renate Feuerbaum, con la que pronto se casó. Desde 1949 a 1953 actuó en el Staatstheater de Oldemburgo, y de 1953 a 1996 en el Schauspielhaus Zürich. Además, en 1960–1970 fue miembro permanente del elenco del Burgtheater de Viena.
Con el Burgtheater tuvo actuaciones especiales en Varsovia, Moscú e Israel, y con el Schauspielhaus Zürich hizo lo mismo en París, Milán e Israel. También fue actor invitado en el Schauspielhaus de Düsseldorf con Gustaf Gründgens, en el Deutschen Schauspielhaus de Hamburgo, en el Volksbühne de Berlín, en el Teatro de Cámara de Múnich, y en los festivales de Salzburgo, Bregenz, Bad Hersfeld, Schwäbisch Hall y Jagsthausen.
Además de su trabajo teatral, Stendar actuó también para el cine y la televisión en Alemania, Austria y Suiza. Igualmente, fue narrador en conciertos y óperas, y actor de voz en teatro radiofónico.
Wolfgang Stendar falleció en Hamburgo en el año 2017, a los 88 años de edad.

## Premios
- 1979 : Premio al mérito cultural del Cantón de Zúrich
- 1993 : Premio „Goldenen Nadel“ del Schauspielhaus Zürich
- 1995 : Cruz del Mérito de 1ª clase de la Orden del Mérito de la República Federal de Alemania
- 2004 : Retrato hecho por la escultora Renate Feuerbaum en el Museum Europäische Kunst

## Filmografía (selección)
- 1962 : Antigone (telefilm)
- 1964 : Der Gefangene der Botschaft (telefilm)
- 1978 : Die Schweizermacher
- 1989 : Quicker Than the Eye
- 1992 : Die Ringe des Saturn (telefilm)

## Radio
- 1981 : Franz Kafka: En la colonia penitenciaria, dirección de Claude Pierre Salmony (Schweizer Radio DRS)